# Ctenomys occultus
Туко-туко потайний (Ctenomys occultus) — вид гризунів родини тукотукових, що відомий тільки по провінції Тукуман, північно-західна Аргентина, проте передбачається, що трапляється й у сусідніх провінціях.

## Опис
Середні виміри: повна довжина 274.8, хвоста — 83.5, задніх лап — 36.2 мм. Менший ніж Ctenomys latro, але дуже схожий кольором і морфологією черепа. Колір спини від блідо-коричневого до корицевого з потемнінням на маківці у деяких особин. Живіт дещо світліший.

## Виноски
1. ↑  Українська назва є транскрибуванням та/або перекладом латинської назви авторами статті і в авторитетних україномовних джерелах не знайдена.
2. ↑  вебсайт МСОП
3. ↑  John Frederick Eisenberg, Kent Hubbard Redford - Mammals of the Neotropics: The southern cone: Chile, Argentina, Uruguay, Paraguay / University of Chicago Press, 1992 p. 374